# Обрыте (гмина)
Обрыте (пол. Obryte) — сельская гмина (волость) в Польше, входит как административная единица в Пултуский повет, Мазовецкое воеводство. Население — 4848 человек (на 2004 год).

## Демография
| Перепись                       | Всего   | Всего | Женщины | Женщины | Мужчины | Мужчины |
| ------------------------------ | ------- | ----- | ------- | ------- | ------- | ------- |
| Единицы                        | человек | %     | человек | %       | человек | %       |
| Население                      | 4848    | 100   | 2434    | 50,2    | 2414    | 49,8    |
| Плотность населения (чел./км²) | 34,7    | 34,7  | 17,4    | 17,4    | 17,3    | 17,3    |

## Сельские округа
1. Бартодзее
2. Чулково-Мале
3. Чулково-Нове
4. Чулково-Жондове
5. Цыганы
6. Грудек-Жондовы
7. Калиново
8. Новы-Грудек
9. Обрыте
10. Плусы
11. Псары
12. Роздзялы
13. Садыкеж
14. Соколово-Парцеле
15. Соколово-Влосчаньске
16. Старе-Замбски
17. Точнабель
18. Уляски
19. Вельголяс
20. Замбски-Косцельне

## Соседние гмины
1. Гмина Пултуск
2. Гмина Жонсник
3. Гмина Жевне
4. Гмина Шелькув
5. Гмина Заторы